# 니콘 예브티치
니콘 예브티치(세르비아어: Никон Јевтић, 잉글랜드, 런던, 1993년 10월 23일 ~ )는 세르비아의 축구 선수로, 주로 공격형 미드필더, 공격수 포지션을 맡는다. 그는 현재 샬케 유소년 15세이하 팀에서 뛰고 있으며, 잉글랜드, 런던에서 세르비아 부모에 의해 태어났다. 그의 부모들은 유고 내전 초기에 잉글랜드로 이동했고, 니콘 예브티치는 빠르게 축구선수로 키워져갔다. 그들은 잉글랜드에 정착하지 않고, 스페인, 오스트리아 등을 거쳐 독일로 왔다.
그는 세르비아 최고의 유망주들중 하나이며, '세르비아의 미라클 차일드'라고 불리기도 한다. 그가 가장 좋아하는 축구 선수는 마테야 케주만이다.